# Witali Sergejewitsch Karajew
Witali Sergejewitsch Karajew (russisch Виталий Сергеевич Караев; * 10. Juli 1962 im Dorf Tschermen, Prigorodny rajon, Nordossetische Autonome Sozialistische Sowjetrepublik, RSFSR, UdSSR; † 26. November 2008 in Wladikawkas, Teilrepublik Nordossetien-Alanien, Russland) war ein russischer Politiker und ehemaliger Bürgermeister von Wladikawkas.

## Leben
Nach seinem Mittelschulabschluss studierte Karajew an der Nordkaukasischen Technischen Hochschule für Bauwesen. Von 1981 bis 1983 leistete er seinen Militärdienst in der Roten Armee.
1987 absolvierte Karajew ein Studium der Wirtschaftswissenschaften an der Nordossetischen Staatlichen Universität.
Von 1994 bis 2005 leitete er die Gemeindeverwaltung seines Geburtsortes Tschermen.
Zwischen 2006 und 2008 arbeitete Karajew als stellvertretender Bürgermeister von Wladikawkas, bevor er zum Bürgermeister ernannt wurde.
Karajew wurde am 26. November 2008 vor dem Eingangsbereich seines Wohnhauses in Wladikawkas mit einer Schusswaffe getötet. Wie die Ermittlungen später ergaben, hat ein Mitglied der kriminellen Vereinigung von Aslan Gagijew den Mord an Karajew begangen.